# RAF Coastal Command
Le RAF Coastal Command est une formation de la Royal Air Force (RAF). Il est fondé en 1936, lorsque la RAF est restructurée en trois formations, le Fighter Command, le Bomber Command et le Coastal Command. Il joue un rôle important au cours de la Seconde Guerre mondiale. L'aviation maritime avait été négligée pendant l'entre-deux-guerres, en raison de désaccords entre la Royal Navy (RN) et la RAF sur la responsabilité, le rôle et les investissements de chacune des entités dans une puissance aérienne maritime.
Jusqu'en 1937, la principale préoccupation de l'Amirauté est le retour de la Fleet Air Arm au sein de la Royal Navy, tandis que la RAF donne la priorité au développement d'une force de bombardement pour assurer une fonction de dissuasion. En novembre 1940, A.V. Alexander, Premier Lord de l'Amirauté, qualifie le Coastal Command de « Service Cendrillon » (terme désignant un service peu financé). Peu après que la RAF Coastal Area soit élevée au rang de Coastal Command, son quartier général déménage de Lee-on-Solent à Northwood, au nord-ouest de Londres.
Pendant la Seconde Guerre mondiale, la contribution la plus importante du Coastal Command est la protection des convois alliés contre les attaques des sous-marins de la Kriegsmarine. Il protège également les navires alliés des attaques aériennes de la Luftwaffe. Les principales opérations du Coastal Command sont défensives, défendant les lignes de ravitaillement durant la bataille de l'Atlantique, ainsi que sur les théâtres de la Méditerranée, du Moyen-Orient et de l'Afrique. Il opère à partir de bases situées au Royaume-Uni, en Islande, à Gibraltar, en Union soviétique, en Afrique de l'Ouest et en Afrique du Nord. Il a également une capacité offensive : en mer du Nord, dans l'Arctique, en Méditerranée et dans la Baltique, des escadres d'assaut attaquent les navires allemands transportant du matériel de guerre de l'Italie vers l'Afrique du Nord et de la Scandinavie vers l'Allemagne.
En 1943, le Coastal Command reçoit enfin suffisamment d'avions à très longue portée (VLR) et ses opérations s'avèrent décisives dans la victoire sur les U-boat. Ces avions sont des Consolidated B-24 Liberator et, dès le début de l'année 1943, ceux-ci et d'autres appareils du Coastal Command sont équipés de radars centimétriques Mark III ASV, des grenades anti-sous-marine les plus récentes, y compris des torpilles à tête chercheuse, officiellement classées comme des mines Mark 24 et même des roquettes. Le Coastal Command combat du premier jour des hostilités jusqu'au dernier jour de la Seconde Guerre mondiale.
Durant le conflit, le Coastal Command effectue un million d'heures de vol, 240 000 opérations et détruit 212 sous-marins. Les pertes du Coastal Command s'élèvent à 2 060 avions, toutes causes confondues. De 1940 à 1945, le Coastal Command coule 366 navires de transport allemands et en endommage 134. Le tonnage total coulé s'élève à 512 330 tonnes et 513 454 tonnes endommagées. 10 663 personnes sont secourues par le Coastal Command, dont 5 721 membres d'équipage alliés, 277 membres d'équipage ennemis et 4 665 personnes n'appartenant pas à son corps d'équipage. 5 866 membres du Coastal Command sont tués au combat.
Pendant la guerre froide, le Coastal Command se concentre sur les préparatifs de la lutte anti-sous-marine contre les flottes du Pacte de Varsovie. En 1969, le Coastal Command est intégré au nouveau RAF Strike Command, qui absorbe également les anciens Bomber, Fighter et RAF Signals Command et qui absorbe ensuite l'Air Support Command, l'ancien RAF Transport Command.

## Formation et délaissement

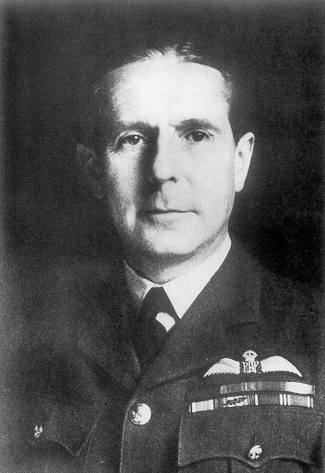
Philip Joubert de la Ferté, l'air officer commanding en second du Coastal Command. de la Ferté se plaint continuellement de la façon dont le Coastal Command est négligé.

En 1936, près de 18 ans après la fin de la Première Guerre mondiale, la structure de commandement de la Royal Air Force connait un changement majeur. Plusieurs plans d'expansion se succédent à un rythme soutenu pour réarmer l'armée britannique face à la menace nazie, si bien que les formations « Area » s'appellent désormais « Command » (commandements). Les Fighter et Bomber Area deviennent Fighter et Bomber Command et le RAF Coastal Area est rebaptisé Coastal Command. Son quartier général est situé à Lee-on-the-Solent. L'air marshal Arthur Longmore, air officer commanding (AOC) de la RAF Coastal Area, supervise le changement de nom et transmet le commandement à l'air marshal Philip Joubert de la Ferté le 24 août 1936,. Il est organisé en trois groupes, suivant en cela l'organisation de la RAF stricto sensu.
En mars 1935, la menace de l'Allemagne nazie donne lieu à une série de plans d'expansion qui portent le nombre de squadrons à 163 (conformément au plan d'expansion M, Expansion Scheme M, le dernier avant le déclenchement de la guerre) et le nombre d'avions à 2549. Ce plan n'est néanmoins jamais entièrement mis en œuvre, et le plan F, 124 squadrons et 1 736 avions, est le seul à avoir été mené à son terme. Il amène à des avions modernes et prévoit des réserves suffisantes (75 %), mais là encore, les forces de bombardement en reçoivent pas loin de 50 %, avec une moyenne de 57 % pour l'ensemble des programmes. Les unités aériennes maritimes n'ont jamais représenté plus de 12 % de la force aérienne britannique. D'un effectif de seulement cinq squadrons avant l'expansion, dont quatre sont équipés d'hydravions, le nombre de squadrons maritimes passe à 18 en septembre 1939, avec un effectif de seulement 176 avions. Environ 16 d'entre eux sont affectés à la défense des navires commerciaux, mais compte tenu de la politique d'Hugh Trenchard (toujours en vigueur après son départ à la retraite) consistant à développer des bombardiers pour l'armement maritime afin de soutenir l'offensive aérienne, la plupart ne sont pas des avions spécialisés dans la lutte anti-sous-marine (ASW), et le ministère de l'Air se désintéresse totalement de tout appareil n'entrant pas dans le cadre de la fonction de bombardier,.
De la Ferté critique vivement l'attitude du ministère de l'Air à l'égard de son service. En 1937, plusieurs exercices sont menés par le Coastal Command en coopération avec des sous-marins contre la Home Fleet afin d'évaluer la défense de la flotte de surface contre les attaques sous-marines et aériennes. Cependant, malgré l'expérience de la Première Guerre mondiale, aucune attention n'est accordée au problème de l'attaque aérienne des sous-marins dans le cadre de la défense des navires commerciaux. En raison d'une confiance mal placée dans l'invention imparfaite de l'ASDIC, qui n'a jamais été destinée à détecter les sous-marins de surface, il semble que la Royal Navy ne considère plus les U-boot comme une menace pour les voies maritimes de la Grande-Bretagne. Le ministère de l'Air, désireux de se concentrer sur les forces aériennes stratégiques, ne conteste pas les conclusions de l'Amirauté et le Coastal Command ne reçoit aucune directive de la part du ministère de l'Air. Le salut pour les deux services est la construction du quartier général combiné qui permet une collaboration rapide dans les opérations maritimes. Il s'agit de l'une des rares réussites en matière d'organisation et de préparation avant le début de la guerre,.
Lors de l'évaluation du rôle que le Coastal Command doit jouer en temps de guerre en 1937, l'AOC de l'époque, Frederick Bowhill, est informé par son officier supérieur de l'état-major de l'armée de l'air, l'air commodore Geoffrey Rhodes Bromet, que les deux autres commandements (Bomber et Fighter) ont des objectifs de mission clairs, alors que le Coastal Command n'a pas reçu de mandat précis. On suppose que le Coastal Command doit maintenir les communications maritimes ouvertes pour la navigation marchande et empêcher les raids maritimes sur les côtes et les ports britanniques. Aucun des deux hommes ne mentionne les U-Boot. Tous deux supposent apparemment que les avions et les navires de surface représentent la plus grande menace dans les eaux britanniques, suivant ainsi la ligne de conduite de l'Amirauté de l'époque selon laquelle les U-boot ne constituent plus une menace. Lorsque l'amiral Dudley Pound s'enquiert des moyens aériens pour la défense des échanges et du commerce, le Chief of the Air Staff, Cyril Newall, répond qu'il n'y a pas assez de « jam » (ressources) pour tout le monde et déclare qu'il est plus judicieux de risquer des pertes sur les routes commerciales que d'affaiblir la capacité de la RAF à protéger la Grande-Bretagne contre les attaques aériennes et à bombarder ses ennemis.
En mars 1937, le directeur des opérations de l'époque, le group captain Robert Saundby (en), se plaint que le rôle du Coastal Command en temps de guerre, à savoir le soutien de l'offensive des bombardiers et le soutien des forces navales le long du littoral britannique, est trop limité et risque de détourner le commandement de sa principale préoccupation : la lutte anti-sous-marine. En octobre, l'air vice-marshal Richard Peirse, chef adjoint de l'état-major de l'armée de l'air, confirme que le service n'a pas de rôle officiel à jouer et que ses unités ne sont pas réparties sur le territoire. Peirse revient sur la décision de faire du soutien aux bombardements stratégiques la fonction principale du Coastal Command. Cette fonction est remplacée par la défense commerciale. Le Coastal Command ne doit être utilisé à d'autres fins que si les routes commerciales subissent peu d'interférences et si l'intensité des attaques aériennes contre la Grande-Bretagne, ou des attaques aériennes contre des cibles ennemies, nécessite toutes les unités aériennes disponibles à ces fins. Cependant, en décembre 1937, les états-majors de la marine et de l'armée de l'air se réunissent à nouveau et changent la priorité en faveur de la reconnaissance de la mer du Nord. L'état-major de la marine insiste sur le fait que les navires commerciaux de surface représentent le plus grand danger et que les avions ne peuvent être décisifs que pour localiser les navires de guerre ennemis. La lutte anti-sous-marine reste en troisième position, après la coopération directe avec les flottes de surface. En décembre 1938, la situation est à nouveau modifiée et la lutte anti-sous-marine passe en deuxième position dans les priorités. En août 1939, elle devient la première priorité et le naufrage de l'Athenia en septembre 1939 démontre que les U-boot sont une menace grandissante. Lorsque le Coastal Command entre en guerre, sa première tâche est de coopérer avec la marine pour empêcher les navires ennemis de s'échapper vers la mer du Nord et l'océan Atlantique. Ensuite, il doit fournir un soutien anti-sous-marin là où il le peut et quand il le peut. Ces mesures sont importantes, car elles indiquent que l'on est passé d'une reconnaissance passive des navires de guerre et des sous-marins ennemis à une directive active impliquant l'attaque des navires par les avions du Coastal Command.
Depuis la fin des années 1920, les tensions entre les services aériens et navals ont diminué. Elles resurgissent brièvement en 1937 lorsque la question du contrôle opérationnel de la Fleet Air Arm se pose. À cette occasion, le gouvernement britannique se range du côté de l'Amirauté. Malgré une défense acharnée de son bien, une fois que le ministre de la coordination de la défense (en), Thomas Inskip, décide de transférer le contrôle, le ministère de l'Air se contente de laisser l'affaire en suspens. Les contraintes budgétaires et la réticence à s'engager dans une nouvelle bataille qui gaspillerait des ressources contribuent également à la décision du ministère de l'Air de ne pas contester la question plus avant. Cependant, les querelles entre services contribuent à la stagnation de l'aviation maritime, en particulier dans les éléments côtiers. Il n'existe pratiquement aucune coopération dans le domaine de la recherche et du développement. En ce qui concerne le Coastal Command, il continue de figurer en troisième position sur la liste des priorités du ministère de l'Air, après le Fighter et le Bomber Command, jusqu'à la fin des années 1930,.

## Seconde Guerre mondiale

### Début de la guerre

Equipage du RAF Coastal Command tenant une dernière conférence avant de décoller à bord de son Boeing B-17 depuis la base aérienne de Lajes sur l'île de Terceira aux Açores en 1943.

Dès sa création en 1936, le Coastal Command n'a pas reçu le soutien nécessaire pour devenir un service d'aéronautique navale efficace. En septembre 1939, l'Allemagne nazie envahit la Pologne et déclenche la guerre en Europe. La position du Coastal Command est confortable pendant les neuf premiers mois de la guerre, période connue sous le nom de « Drôle de guerre ». Les sous-marins allemands ne sont pas en mesure d'atteindre l'Atlantique, à moins d'entreprendre un dangereux voyage de transit à travers la mer du Nord et les eaux septentrionales de la Grande-Bretagne, ou à travers la Manche, qui est gardée par la Royal Navy et la Marine nationale. La puissante marine française est chargée de couvrir la moitié des routes maritimes de l'Atlantique et fournit donc la moitié des forces alliées disponibles.
Les événements d'avril à juin 1940 bouleversent l'équilibre des forces navales et aériennes, les Allemands ayant conquis le Danemark, la Norvège, les Pays-Bas, la Belgique et la France. L'occupation de ces pays permet à la Luftwaffe et à la Kriegsmarine d'opérer à partir des ports français de la côte atlantique, à des centaines de kilomètres des routes maritimes de l'Atlantique. Les bombardiers moyens allemands peuvent également atteindre les ports britanniques situés sur les côtes les plus occidentales et les plus septentrionales. L'avantage dont jouissent les Allemands leur permettent d'interdire beaucoup plus efficacement les navires marchands qui approvisionnent la Grande-Bretagne en nourriture et en matériel de guerre, ce qui risque d'affamer le pays. Alors que la marine marchande subit des pertes, le Coastal Command s'avère inefficace pour contrer les attaques aériennes et maritimes allemandes contre la marine marchande. Le commandement n'est pas en mesure de protéger les convois de la Manche et est contraint d'abandonner ses opérations jusqu'en juillet 1940. Le RAF Fighter Command se voit confier la tâche d'assurer l'attaque et la défense aériennes contre l'ennemi. Après la Première Guerre mondiale, des signes avant-coureurs indiquant que les sous-marins pourraient redevenir une menace sérieuse montraient que les avions seraient le meilleur moyen de contrer leurs opérations. Ce fait n'ayant pas été pleinement compris, le Coastal Command devient le « service Cendrillon » (« Cinderella Service »), expression initialement utilisée par le Premier Lord de l'Amirauté de l'époque, Albert Victor Alexander, jusqu'en 1943 environ,.
La situation ne s'améliore pas avant 1942. Le Coastal Command opère efficacement aux côtés du Bomber Command pour perturber la navigation ennemie pendant la bataille d'Angleterre en 1940. Le Coastal Command attaque les navires et mine les eaux autour des ports d'invasion. L'invasion allemande de la Grande-Bretagne en 1940, à savoir l'opération Seelöwe, est finalement annulée en raison de la défaite allemande lors de la bataille d'Angleterre.
Au cours des trois premières années de la Seconde Guerre mondiale, le Coastal Command et l'Amirauté mènent une bataille avec la RAF et l'Air Ministry sur la primauté de la défense commerciale par rapport à l'effort de bombardement contre l'Allemagne continentale, un bras de fer stratégique qui aurait pu coûter à l'Alliance occidentale la bataille de l'Atlantique. L'état-major de l'armée de l'air et le Bomber Command bénéficent du soutien de Churchill, tandis que l'effort aérien maritime peine à obtenir la reconnaissance dont il a besoin. Au début de la guerre, l'ordre de bataille ne mentionne que 298 avions, dont 171 seulement sont opérationnels. Le 15 février 1941, le Coastal Command est placé sous le contrôle opérationnel de l'Amirauté. Le conseiller scientifique et directeur adjoint de la recherche, Evan James Williams (en), joue un rôle déterminant dans l'amélioration du taux de frappe contre les sous-marins, en appliquant avec succès l'analyse scientifique aux problèmes logistiques. Williams assiste à certaines réunions du Cabinet Anti-U-boat Committee au 10 Downing Street, sous la présidence du premier ministre britannique,.
En raison de la pénurie de ressources, les lignes de ravitaillement de l'Atlantique sont encore menacées en mars 1943. Cette situation résulte directement du manque d'avions à très long rayon d'action. Malgré les pertes énormes subies pendant la période désastreuse de 1940 à 1942, connue par les Allemands sous le nom de « première (en) » et « seconde période heureuse », le ministère de l'Air refuse d'investir dans la défense commerciale. Des retards supplémentaires dans l'acquisition de ressources auraient pu conduire à un succès allemand, qui aurait pu vaincre la Grande-Bretagne et la forcer à sortir de la guerre, ou au moins provoquer un report de l'opération Torch, le débarquement allié en Afrique du Nord-Ouest française en 1942, et de l'opération Overlord, le débarquement en France, en 1944,. D'autres recherches indiquent que les pertes ont incontestablement affecté la préparation de l'opération Neptune, la phase navale du débarquement en Europe.

### Milieu et fin de la guerre

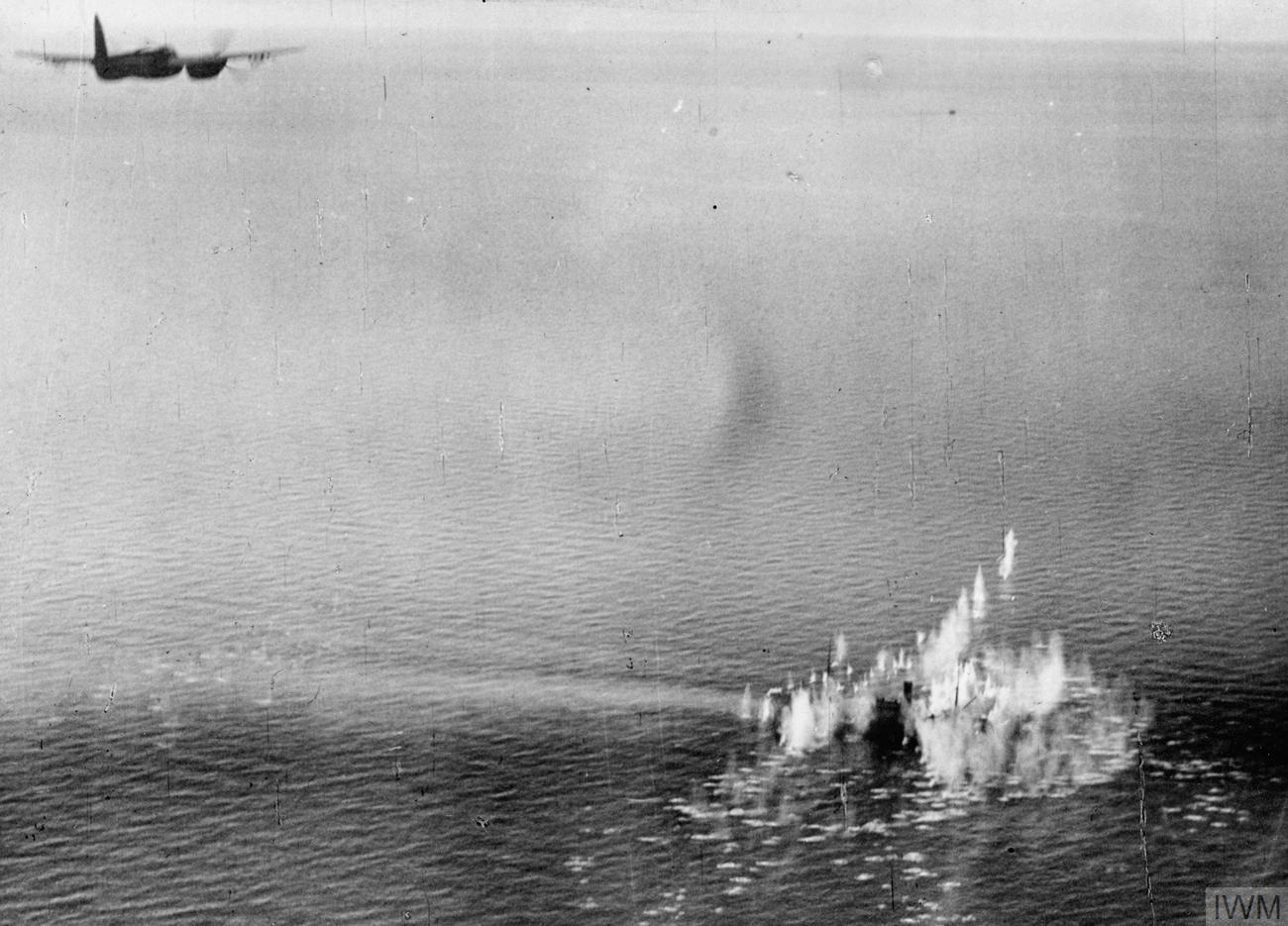
Un De Havilland Mosquito de la Strike Wing attaquant un convoi évacuant les troupes allemandes du Cattégat, le 5 avril 1945. Un Vorpostenboot et un chalutier sont coulés.

Finalement, le commandement reçoit les investissements dont il a besoin. Les radars et les avions à long rayon d'action permettent au commandement de chasser et de détruire les sous-marins avec une efficacité croissante. Les sous-marins allemands ont coulé un grand nombre de navires alliés dans le trou noir de l'Atlantique, une étendue d'eau dans l'Atlantique central hors de portée de la plupart des avions alliés. La couverture de la brèche par des avions à très long rayon d'action équipés de radars permet de réduire l'efficacité des U-boot. En mai 1943, la campagne atteint son apogée, lorsqu'un grand nombre de U-boot sont coulés avec peu de pertes pour les navires alliés ; le Coastal Command prend l'initiative et les Allemands l'appèlent Mai Noir. Par la suite, la suppression des sous-marins allemands est efficace dans l'Atlantique et sur leurs routes de transit à travers le golfe de Gascogne en 1942, 1943 et 1944. En juin 1944, le débarquement en Normandie et l'opération Overlord qui s'ensuivent libèrent la France et font perdre aux Allemands leurs bases aériennes et sous-marines conquises en 1940,. Les U-boot sont contraints de se déplacer vers la Norvège et l'Allemagne en août, ce qui rétablit une grande partie des difficultés rencontrées par la Kriegsmarine en 1939 et au début de l'année 1940. L'ensemble de la position stratégique, qui a été le fondement de la guerre des U-boot depuis juin 1940, est sapé.
Au cours des trois dernières années de la guerre, le Coastal Command coule plus de sous-marins que tout autre service et conserve l'avantage technologique à partir de 1943. Une brève menace, sous la forme du Unterseeboot type XXI, apparaît, mais trop tardivement pour modifier le cours de la guerre. Les réponses technologiques au Type XXI sont disponibles sous la forme de radars en bande X et de détecteurs d'anomalies magnétiques dans les avions. Le 4 juin 1945 à minuit, les opérations officielles en temps de guerre cessent. La dernière mission est effectuée par le Wing commander J. Barret, commanding officer du No. 201 Squadron RAF (en). À cette date, plus de 2 000 décorations ont été décernées. Parmi celles-ci, on compte quatre croix de Victoria, dont un seul récipiendaire a survécu à la guerre, 17 médailles de George et 82 ordres du Service distingué.
Le service a été actif du premier jour des hostilités au dernier jour de la Seconde Guerre mondiale. Il assura plus d'un million d'heures de vol, 240 000 opérations et détruisit 212 U-boote. Les pertes du Coastal Command s'élevèrent à 2 060 appareils, toutes causes confondues, et à 5 866 personnes tuées au combat. Entre 1940 et 1945, le Coastal Command envoya par le fond 366 cargos allemands et en endommagea 134. Le tonnage coulé se monta à 512 330 tonnes et 513 454 tonnes endommagées. 10 663 personnes furent secourues par le Coastal Command, réparties entre 5 721 équipages alliés, 277 membres d'équipage ennemis, ainsi que 4 665 personnels non navigants.

## Guerre froide

### Les débuts

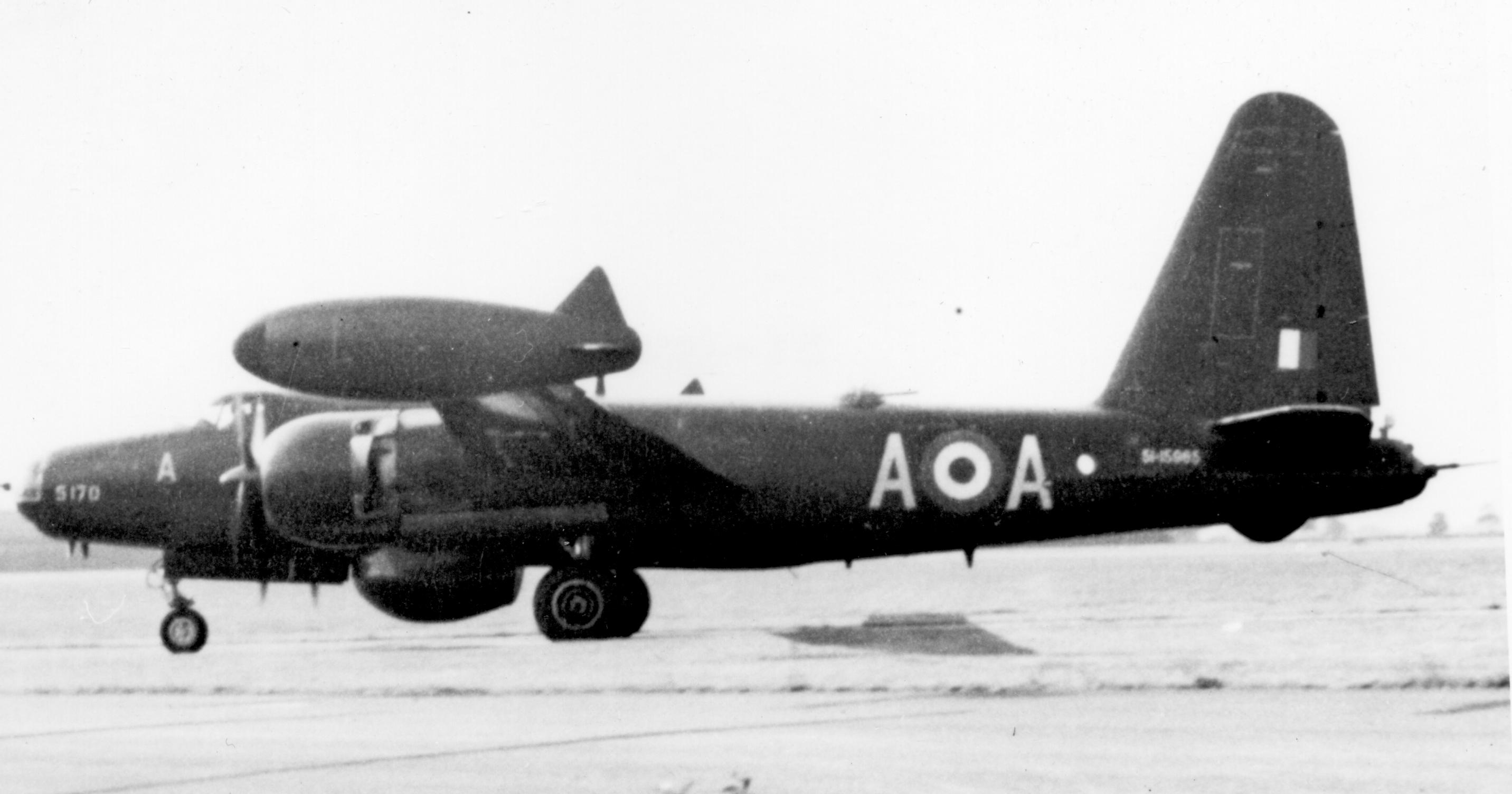
Un Neptune MR1 du Coastal Command en 1953.

La capitulation de l'Allemagne en mai 1945 est suivie d'un démantèlement rapide du Coastal Command, avec la dissolution immédiate des unités de combat et le transfert des avions au RAF Transport Command. Le personnel du Commonwealth est également renvoyé chez lui et les puissantes escadres de Bristol Beaufighter et de de Havilland Mosquito sont réduites. Le commandement conserve de solides forces de sauvetage air-mer (ASR) et de reconnaissance, mais sa lutte anti-sous-marine (ASW) est déséquilibrée. À quelques exceptions près, il ne reste plus qu'une poignée d'escadrons dotés d'avions ASW en janvier 1946.
Bien que le commandement conserve une force minimale en temps de paix et que le ministère de l'Air ait l'intention de la maintenir en l'état, la flotte est encore réduite et souffre de problèmes d'approvisionnement. Les Short Shetland et Short Seaford sont rejetés comme remplaçants du Consolidated B-24 Liberator. Une version maritime du prometteur Avro Lincoln n'a pas encore été commandée lorsque le programme Prêt-Bail prend fin en août 1945. Le Short Sunderland est contraint de rester le principal type d'appareil opérationnel jusqu'à la fin de l'année 1946. La plupart des avions utilisés par le commandement sont des appareils de la Seconde Guerre mondiale : le Spitfire, le Lancaster, le Mosquito et le Beaufighter.
Le commandement ne chôme pas à la fin des années 1940. Des unités sont envoyées au Moyen-Orient et en Palestine dans le cadre d'une politique de police aérienne, en coopération avec l'armée de l'air israélienne et l'armée de l'air égyptienne, afin de prévenir les conflits entre les deux pays à la suite de la formation de l'État d'Israël en 1948. Sur place, ils entreprennent une opération d'envergure, l'opération Bobcat, pour empêcher les migrants juifs illégaux d'entrer en Palestine. En mai 1948, la variété d'avions est réduite malgré la demande croissante d'opérations. En mai, les Palestiniens commencent à attaquer les installations militaires britanniques dans toute la région. L'opération Dawn (13-14 mai 1948), la plus grande action britannique de l'après-guerre, est lancée avec le soutien du Coastal Command.
Le 28 juin 1948, le Coastal Command participe également au pont aérien de Berlin. L'Union soviétique tente de couper toute aide à la ville qui est occupée conjointement par les quatre grandes puissances, les Soviétiques à l'est, les Américains, les Français et les Britanniques à l'ouest. L'opération conjointe américano-britannique se poursuit pendant près d'un an. Les avions du Coastal Command sont impliqués car les hydravions sont les seuls à disposer d'un traitement anticorrosion interne permettant de transporter du sel en vrac. Les opérations du Coastal Command gagnent en intensité. Le 13 juillet, le nombre de sorties quotidiennes passe à 16. En octobre, le nombre de sorties s'élève à 214 (d'autres commandements de la RAF acheminent également du matériel). Les hydravions effectuent des vols sur l'Elbe, mais ces opérations prennent fin le 14 décembre 1948, lorsque le danger que représentent les bancs de sable et les épaves qui, dans certains cas, ont été délibérément placés là par les Soviétiques pour empêcher les Alliés occidentaux de ravitailler la ville, rend les opérations impraticables. Plus de 1 000 sorties sont effectuées, 4 500 tonnes de matériel sont acheminées par avion et 1 113 personnes, principalement des enfants, sont évacuées.

### Menace soviétique

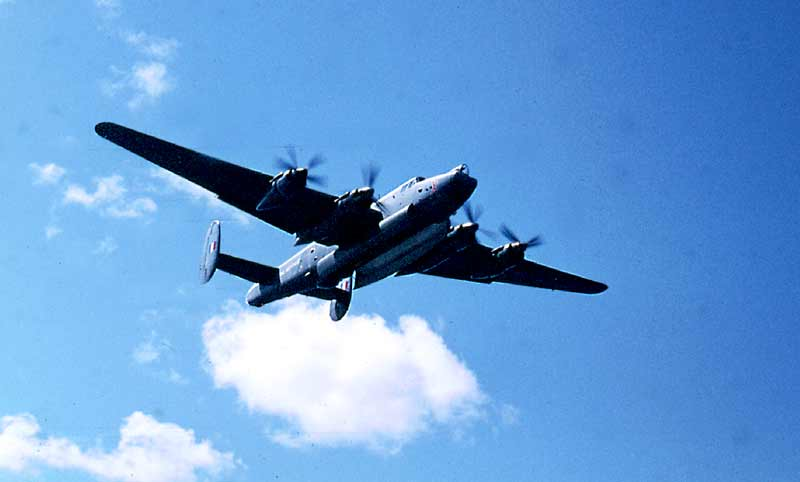
Avro Shackleton, le pilier du Coastal Command dans les années 1950.

En avril 1951, l'OTAN commence à préparer la défense militaire de l'Europe occidentale en intégrant la plupart des pays d'Europe occidentale dans un pacte de défense contre une prétendue agression soviétique. Cela conduit à la militarisation de l'Allemagne de l'Ouest en 1955 et à la militarisation de l'Allemagne de l'Est peu après, ainsi qu'à sa fusion avec l'Union soviétique dans l'alliance du Pacte de Varsovie. L'objectif du Coastal Command est de contribuer à renforcer la défense et la protection contre une menace navale soviétique potentielle dans les eaux de l'Atlantique et de l'Europe. Pour le Coastal Command, la principale préoccupation est l'Atlantique. Le 1er mars 1950, il perd les unités de reconnaissance photographique au profit du RAF Bomber Command. Le transfert n'est pas terminé lorsque la Corée du Nord envahit la Corée du Sud, déclenchant ainsi la guerre de Corée. Les Handley Page Hastings sont modifiés à la hâte et prêts pour les opérations, mais ne sont pas envoyés, en raison du besoin d'avions pour la lutte anti-sous-marine dans l'Atlantique Est.
L'Avro Shackleton est le principal avion opérationnel dans les années 1950, remplaçant les Liberator GR de la guerre, ainsi que les Neptune MR.1. À la fin du mois d'août 1951, le No. 201 Squadron RAF (en) est la première unité à suivre une formation sur ce type d'appareil. Au milieu de l'année 1953, l'ordre de bataille se compose de huit escadrons de Shackleton : un à Gibraltar, quatre couvrant les approches sud-ouest dans l'Atlantique et trois autres couvrant les approches nord-ouest. Cette force compte 64 appareils. Quatre autres squadrons de Sunderland, comptant 20 appareils, sont répartis entre les approches nord-ouest et sud-ouest. Les Neptune, au nombre de 32 appareils répartis en quatre squadrons, couvrent les approches nord-est et est. Des hélicoptères rejoignent également le Coastal Command. Les Bristol Sycamore entrent en service en 1953 et 16 appareils sont dispersés en Grande-Bretagne pour la lutte anti-sous-marine. En mars, l'Avro Lancaster est finalement retiré du service du Coastal Command.
L'entretien du Coastal Command est trop coûteux et des réductions de coûts sont effectuées au cours des années 1950, ce qui entraine une diminution des effectifs. À la mi-1957, le nombre d'appareils du commandement est réduit à 82. À la mi-1958, il n'en compte plus que 67. Les Shackletons constituent le noyau de cette force, avec 54 appareils. Le Neptune est complètement retiré du service à partir du 31 août 1956. Le commandement n'a plus guère d'action opérationnelle à ce moment-là. Le transport aérien des forces de l'armée britannique en Égypte pendant la crise du canal de Suez constitue sa principale action au cours de cette période. Faute de fonds et de rôle militaire conventionnel actif, le commandement s'efforce de maintenir ses effectifs en première ligne à un niveau élevé. Il y a une brève alerte en octobre 1962, pendant la crise des missiles cubains, lorsque les six escadrons qu'il posséde alors sont mis en état d'alerte, mais la crise ne donne rien, bien que les squadron de Shackleton de la RAF Ballykelly (en) soient envoyés à Macrihanish, car on sait que Ballykelly figure sur la liste des cibles des missiles balistiques intercontinentaux soviétiques.
Au début des années 1960, la marine soviétique et les flottes de pêche du bloc communiste commencent à opérer en nombre croissant autour des îles britanniques. Le public britannique commence à s'intéresser à leurs opérations, car les pêcheurs civils commencent à se plaindre de leur présence. L'opération Chacewater est lancée, dans le cadre de laquelle le Coastal Command commence à surveiller leurs mouvements, en particulier les autres navires qui traînent dans les zones couvrant les itinéraires d'arrivée et de départ des forces sous-marines nucléaires de la Royal Navy. Peu après, des contre-opérations telles que l'opération Adjutant, visant à rechercher les sous-marins soviétiques, sont menées. La principale menace des Soviétiques dans l'Atlantique provient de la flotte soviétique du Nord et, au début de 1965, la plupart des unités du commandement sont concentrées au sein du No. 18 Group RAF (en), basé en Écosse, afin de surveiller leurs activités. Aucun affrontement n'est enregistré entre le Coastal Command et les forces navales soviétiques au cours de cette période, bien que les Shackleton de la RAF Ballykelly et les frégates de Londonderry « pinguent » les sous-marins soviétiques qui effectuent une surveillance au large de l'embouchure du Lough Foyle.
En 1969, le Hawker Siddeley Nimrod, basé sur l'avion de ligne de Havilland Comet, est mis en service par la RAF et les missions du Coastal Command sont transférées aux squadrons généraux. Le Nimrod remplace le Shackleton et entre en service le 2 octobre 1969. Moins de huit semaines plus tard, le Coastal Command est dissous et cesse d'exister le 27 novembre 1969, date à laquelle il est intégré au Strike Command de la RAF.

## Documentaire

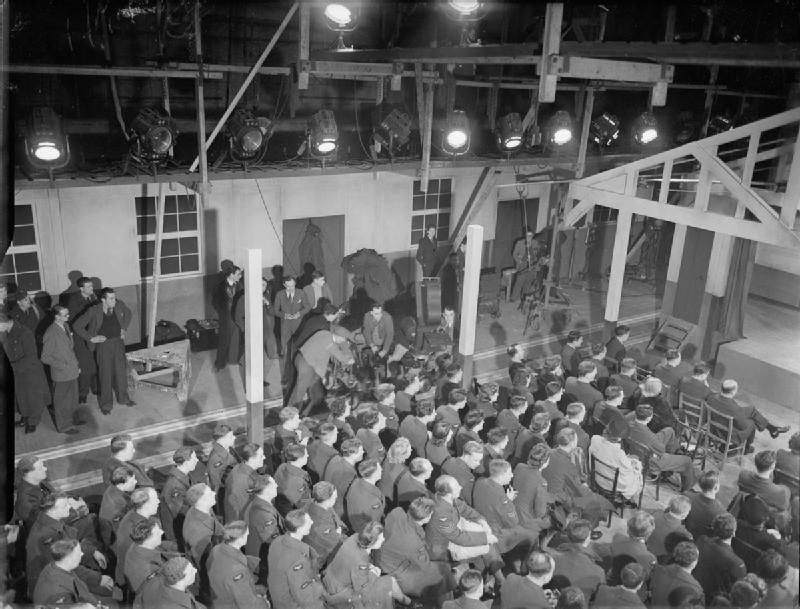
Tournage du film aux studios de Pinewood.

En 1943, le ministère de l'Information britannique fait réaliser un film de propagande sur le Coastal Command. Il est tourné par JB Holmes et distribué par la RKO. Le film raconte l'histoire d'une mission menée par l'équipage d'un Sunderland protégeant un convoi et coulant un U-boat.

## Commandants en chef

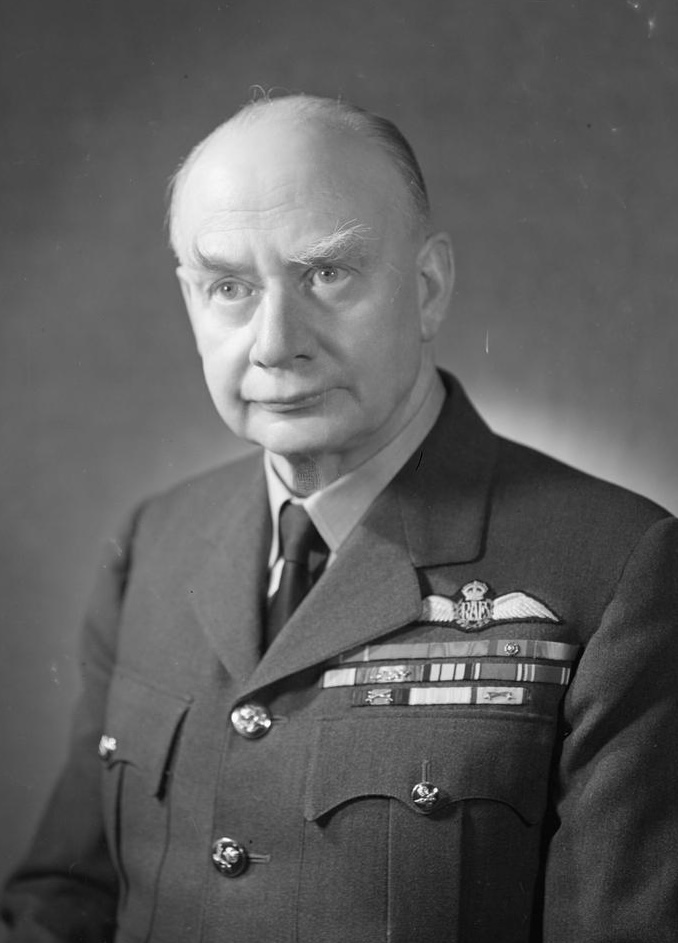
Frederick Bowhill a dirigé le service pendant 3 ans et 10 mois, la plus longue des affectations à ce poste.

Les officiers généraux suivants ont dirigé ce service
| Nom                                              | Arrivé le          | Parti le           |
| ------------------------------------------------ | ------------------ | ------------------ |
| Air Marshal Sir Arthur Longmore                  | 14 juillet 1936    | 1er septembre 1936 |
| Air Marshal Sir Philip Joubert de la Ferté       | 1er septembre 1936 | 18 août 1937       |
| Air Marshal Sir Frederick Bowhill                | 18 août 1937       | 14 juin 1941       |
| Air Chief Marshal Sir Philip Joubert de la Ferté | 14 juin 1941       | 5 février 1943     |
| Air Marshal Sir John Slessor                     | 5 février 1943     | 20 janvier 1944    |
| Air Chief Marshal Sir William Sholto Douglas     | 20 janvier 1944    | 30 juin 1945       |
| Air Marshal Sir Leonard Slatter                  | 30 juin 1945       | 1er novembre 1948  |
| Air Marshal Sir John Baker                       | 1er novembre 1948  | 1er janvier 1950   |
| Air Marshal Sir Charles Steele                   | 1er janvier 1950   | 8 juin 1951        |
| Air Marshal Sir Alick Stevens                    | 8 juin 1951        | 8 novembre 1953    |
| Air Marshal Sir John Boothman                    | 15 novembre 1953   | 5 avril 1956       |
| Air Marshal Sir Brian Reynolds                   | 5 avril 1956       | 1er juin 1959      |
| Air Marshal Sir Edward Chilton                   | 1er juin 1959      | 10 août 1962       |
| Air Marshal Sir Anthony Selway                   | 10 août 1962       | 22 janvier 1965    |
| Air Marshal Sir Paul Holder                      | 22 janvier 1965    | 2 septembre 1968   |
| Air Marshal Sir John Lapsley                     | 2 septembre 1968   | 28 novembre 1969   |